# Ponte dell’Accademia
Ponte dell’Accademia (pol. most Akademii) – most drewniano–żelazny w Wenecji, zbudowany w 1933 roku, jeden z czterech mostów nad Canal Grande. Łączy dzielnice Dorsoduro i San Marco.
Jest jednym z symboli miasta. Prowadzi do innego symbolu kultury i sztuki weneckiej, Gallerie dell’Accademia; rocznie przechodzi przez niego około 8 milionów użytkowników (2015).

## Historia
Pierwszy most w tym miejscu został zbudowany w czasach ostatniej okupacji Wenecji przez Austrię (1848-1866). Po przestudiowaniu kilku propozycji do realizacji wybrano projekt angielskiego inżyniera, Alfreda Neville’a, który zaproponował most żelazny w formie jednej poziomej belki o długości 50 m. Most ten, nazwany Ponte della Carità, został oddany do użytku 20 listopada 1854 roku. Był przeznaczony do ruchu pieszego. W XX wieku w konstrukcji mostu pojawiły się problemy statyczne, więc postanowiono, już w epoce faszyzmu, zbudować most kamienny. Tymczasem, w ciągu zaledwie 37 dni, inżynier Eugenio Miozzi zbudował prowizoryczny most drewniany, oddany do użytku 15 lutego 1933 roku. Ponieważ konstrukcja okazała się solidna, postanowiono pozostawić ją. W 1948 roku dokonano pierwszego remontu mostu. W 1986 roku dokonano remontu, usuwając z niego drewniane elementy nośne i wstawiając dwa duże metalowe łuki. W 2009 roku okazało się, że konstrukcja mostu wymaga dalszych interwencji. Podjęto decyzję o kolejnym jego remoncie, w trakcie którego zniesiono bariery architektoniczne, zdemontowano i usunięto zniszczone elementy drewniane i metalowe oraz dokonano konserwacji łuków i innych elementów nośnych poprzez ich pospawanie i polakierowanie. Prace remontowe sfinansowała spółka Luxottica Group SpA, przekazując na ten cel 1,7 mln euro.